# Chery Exeed Sterra ET

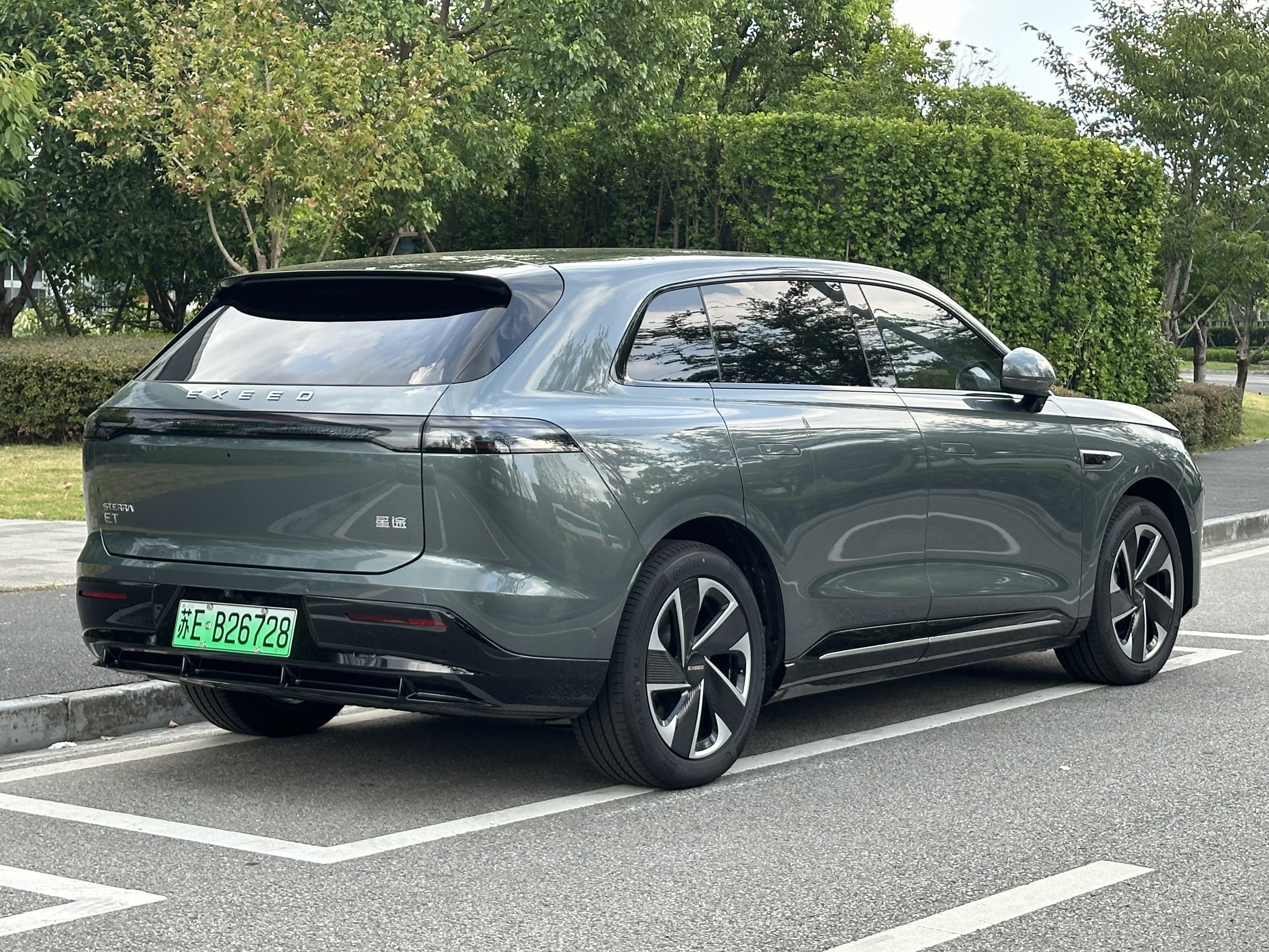
Heckansicht

Der Chery Exeed Sterra ET ist ein Sport Utility Vehicle des chinesischen Automobilherstellers Chery Automobile, der unter der Marke Chery und der Submarke Exeed vermarktet wird.

## Geschichte
Vorgestellt wurde das fünfsitzige Fahrzeug im August 2023 auf der Chengdu Auto Show. Die Serienproduktion startete im Januar 2024 in Wuhu. Die Markteinführung erfolgte auf dem chinesischen Heimatmarkt im Mai 2024. 2025 soll das SUV als Exlantix ET in Europa in den Handel kommen. Als Konkurrenzmodelle werden unter anderem der Aito M7 und der Li Xiang L6 genannt.

## Technik

### Karosserie
Der Wagen ist 4,96 Meter lang, 1,98 Meter breit und 1,70 Meter hoch und hat ein 2,38 m² großes Panoramadach. Der Kofferraum fasst 546 Liter, nach Umklappen der Rücksitzlehne sind es maximal 1835 Liter. Der Exeed Sterra ET basiert wie die Limousinen Exeed Sterra ES und Luxeed S7 auf der sogenannten E0X-Plattform. Auf dem Dach befindet sich ein Lidar-Sensor für verschiedene Fahrerassistenzsysteme. Für deren Entwicklung war Bosch mit verantwortlich.

### Fahrwerk
Das Fahrzeug hat eine Luftfederung mit adaptiven Stoßdämpfern. Vorne hat es eine Doppelquerlenkerachse, hinten eine Mehrlenkerachse.

### Antrieb
Zum Marktstart war für das SUV ein Elektroantrieb mit ein oder zwei Elektromotoren und zwei Akkugrößen (77 und 100 kWh) oder ein Plug-in-Hybrid-Antrieb (32 kWh) erhältlich. Ein Plug-in-Hybrid mit größerem Akku (41 kWh) folgte im Dezember 2024. Für die rein elektrisch angetriebenen Versionen steht eine 800-Volt-Schnellladetechnik zur Verfügung.

## Technische Daten
| Kenngrößen                                  | 625 Pro                    | 760 Max                    | 540 Pro                    | 655 Ultra                  | 200 PHEV                      | 230 PHEV                      | 265 PHEV                      | 240 PHEV                        |
| ------------------------------------------- | -------------------------- | -------------------------- | -------------------------- | -------------------------- | ----------------------------- | ----------------------------- | ----------------------------- | ------------------------------- |
| Bauzeitraum                                 | seit 05/2024               | seit 05/2024               | seit 05/2024               | seit 05/2024               | 05/2024–04/2025               | seit 04/2025                  | seit 04/2025                  | seit 12/2024                    |
| Motorkenndaten                              |                            |                            |                            |                            |                               |                               |                               |                                 |
| Motortyp                                    | 1 Elektromotor             | 1 Elektromotor             | 2 Elektromotoren           | 2 Elektromotoren           | 1 Elektromotor + R4-Ottomotor | 1 Elektromotor + R4-Ottomotor | 1 Elektromotor + R4-Ottomotor | 2 Elektromotoren + R4-Ottomotor |
| Hubraum                                     | —                          | —                          | —                          | —                          | 1499 cm³                      | 1499 cm³                      | 1499 cm³                      | 1499 cm³                        |
| max. Leistung E-Motor vorn                  | —                          | —                          | 123 kW (167 PS)            | 183 kW (249 PS)            | —                             | —                             | —                             | 150 kW (204 PS)                 |
| max. Leistung E-Motor hinten                | 230 kW (313 PS)            | 230 kW (313 PS)            | 230 kW (313 PS)            | 230 kW (313 PS)            | 195 kW (265 PS)               | 195 kW (265 PS)               | 195 kW (265 PS)               | 195 kW (265 PS)                 |
| max. Leistung Verbrennungsmotor             | —                          | —                          | —                          | —                          | 115 kW (156 PS) bei 5200/min  | 115 kW (156 PS) bei 5200/min  | 115 kW (156 PS) bei 5200/min  | 115 kW (156 PS) bei 5200/min    |
| max. Systemleistung                         | 230 kW (313 PS)            | 230 kW (313 PS)            | 353 kW (480 PS)            | 413 kW (562 PS)            | 195 kW (265 PS)               | 195 kW (265 PS)               | 195 kW (265 PS)               | 345 kW (469 PS)                 |
| max. Drehmoment E-Motor vorn                | —                          | —                          | 238 Nm                     | 266 Nm                     | —                             | —                             | —                             | 310 Nm                          |
| max. Drehmoment E-Motor hinten              | 425 Nm                     | 425 Nm                     | 425 Nm                     | 425 Nm                     | 324 Nm                        | 324 Nm                        | 324 Nm                        | 324 Nm                          |
| max. Drehmoment Verbrennungsmotor           | —                          | —                          | —                          | —                          | 220 Nm bei 2500/min           | 220 Nm bei 2500/min           | 220 Nm bei 2500/min           | 220 Nm bei 2500/min             |
| max. Systemdrehmoment                       | 425 Nm                     | 425 Nm                     | 663 Nm                     | 691 Nm                     | 324 Nm                        | 324 Nm                        | 324 Nm                        | 634 Nm                          |
| Kraftübertragung                            |                            |                            |                            |                            |                               |                               |                               |                                 |
| Antrieb                                     | Hinterradantrieb           | Hinterradantrieb           | Allradantrieb              | Allradantrieb              | Hinterradantrieb              | Hinterradantrieb              | Hinterradantrieb              | Allradantrieb                   |
| Getriebe                                    | Eingang-Reduktionsgetriebe | Eingang-Reduktionsgetriebe | Eingang-Reduktionsgetriebe | Eingang-Reduktionsgetriebe | Eingang-Reduktionsgetriebe    | Eingang-Reduktionsgetriebe    | Eingang-Reduktionsgetriebe    | Eingang-Reduktionsgetriebe      |
| Messwerte                                   |                            |                            |                            |                            |                               |                               |                               |                                 |
| Leergewicht                                 | 2215 kg                    | 2165 kg                    | 2339 kg                    | 2340 kg                    | 2140–2180 kg                  | 2260 kg                       | 2300 kg                       | 2380 kg                         |
| Höchstgeschwindigkeit                       | 200 km/h                   | 200 km/h                   | 210 km/h                   | 210 km/h                   | 180 km/h                      | 200 km/h                      | 200 km/h                      | 195 km/h                        |
| Beschleunigung, 0–100 km/h                  | 6,6 s                      | 6,4 s                      | 4,7 s                      | 3,8 s                      | 7,8 s                         | 8,0 s                         | 7,6 s                         | 4,8 s                           |
| Kraftstoffverbrauch auf 100 km (kombiniert) | —                          | —                          | —                          | —                          | 0,7 l Super                   | 0,7 l Super                   | 0,7 l Super                   | 0,7 l Super                     |
| Tankinhalt                                  | —                          | —                          | —                          | —                          | 67 l                          | 67 l                          | 67 l                          | 67 l                            |
| Energieinhalt Akku                          | 77 kWh                     | 100 kWh                    | 77 kWh                     | 100 kWh                    | 32 kWh                        | 35 kWh                        | 41 kWh                        | 41 kWh                          |
| Elektrische Reichweite nach CLTC            | 625 km                     | 760 km                     | 540 km                     | 655 km                     | 200 km                        | 230 km                        | 265 km                        | 240 km                          |
| Abgasnorm                                   | —                          | —                          | —                          | —                          | China VI                      | China VI                      | China VI                      | China VI                        |